# اکاناهالی، تامکور
اکاناهالی، تامکور (به انگلیسی: Akkanahalli, Tumkur) یک منطقهٔ مسکونی در هند است که در کارناتاکا واقع شده‌است.